# 伊伦·伍斯特
伊伦·伍斯特（荷蘭語：Ireen Wüst，荷蘭語發音：[iˈreːn ʋyst]，1986年4月1日—），生于北布拉班特省戈尔勒，荷兰女子速度滑冰运动员。她在1998年时追随父亲的脚步开始练习速度滑冰。2005年1月，她在意大利巴塞尔加迪皮内完成了个人的世界杯分站赛首秀。伍斯特的性取向是双性恋，2010年时，她与短道速滑选手桑内·范克尔霍夫交往，2017年时，她和另一名速度滑冰选手莱蒂蒂亚·德容交往。